# Грб Саксоније-Анхалта
Грб Саксоније-Анхалта је званични грб немачке покрајине Саксонијa-Анхалт. 

## Опис грба
Грб Саксоније-Анхалта представља грбовну копозицију три историјска грба, покрајина на чијој територији је формирана модерна покрајина. Ова покрајина настала је спајањем бивше пруске покрајине Саксонија и немачке Слободне државе Анхалт. Горњи део грба представља пруску покрајину Саксонију, док доња половина показује медведа слободног државе Анхалт.